# Kralovice
Kralovice är en stad i Tjeckien.   Den ligger i regionen Plzeň, i den västra delen av landet, 70 km väster om huvudstaden Prag. Kralovice ligger 450 meter över havet och antalet invånare är 3 526.
Terrängen runt Kralovice är platt åt nordost, men åt sydväst är den kuperad. Runt Kralovice är det glesbefolkat, med 18 invånare per kvadratkilometer. Närmaste större samhälle är Třemošná, 19,6 km söder om Kralovice. Trakten runt Kralovice består till största delen av jordbruksmark.